# Alessandro Nannini
Alessandro Nannini, detto Sandro (Siena, 7 luglio 1959), è un ex pilota automobilistico italiano.
È fratello minore della cantante Gianna Nannini e figlio dell'imprenditore Danilo Nannini.
Considerato uno dei piloti italiani più promettenti della sua generazione, terminò la sua carriera in Formula 1 a soli 31 anni a causa di un incidente in elicottero, nella quale subì l'amputazione del braccio destro. L'arto fu riattaccato, ma il pilota subì lesioni permanenti che lo costrinsero al ritiro definitivo.

## Biografia

### Gli esordi nell'automobilismo sportivo
Dopo aver debuttato nei rally nel 1978 Nannini passò alla Formula Fiat Abarth in cui vinse l'edizione 1981. Nel 1982 si dedicò al campionato europeo di Formula 2, ingaggiato dalla Minardi.

### L'esordio e la carriera in formula 1

Nannini alla guida della Minardi M185B a Imola nel 1986

Nannini portò in pista per la prima volta la Minardi sul circuito di Misano nell'ottobre del 1984 in vista del debutto della casa faentina in Formula 1 nel 1985, occupandosi di svolgere i test invernali. Il pilota senese avrebbe dovuto debuttare nella massima serie insieme alla Minardi, ma gli venne negata la superlicenza.
Il suo debutto in Formula 1 avvenne quindi l'anno successivo, sempre con la Minardi, squadra con la quale gareggiò anche nella stagione successiva: tanti i ritiri, causa la scarsa affidabilità del mezzo, e quasi nulli i risultati. Nonostante ciò, riuscì a mettersi in luce per grinta e velocità, segnalandosi come uno dei giovani più promettenti della sua epoca. Ciò gli valse l'interessamento della Benetton, che lo mise sotto contratto per la stagione 1988. Il team era abbastanza competitivo, così Nannini poté ottenere i primi punti iridati e i primi podi: al Gran Premio di Gran Bretagna, disputato sotto la pioggia, conquistò il terzo posto al termine di una gara grintosa, risultato che ripeté nel Gran Premio di Spagna.

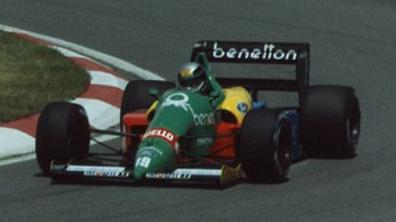
Nannini al volante della Benetton B188 in Canada nel 1988

Nel 1989 ereditò il ruolo di prima guida della squadra da Thierry Boutsen, passato alla Williams, e riuscì a conquistare (oltre a una serie di altri piazzamenti) due terzi posti (Gran Premio di San Marino e Gran Bretagna), un secondo posto (Gran Premio d'Australia) ma, soprattutto, venne dichiarato vincitore del Gran Premio del Giappone in seguito alla squalifica di Ayrton Senna da parte dei commissari a fine corsa, conseguenza del taglio della chicane da parte del brasiliano dopo lo scontro con il compagno Prost; fu quella la sua prima e unica vittoria in F1.
Nella stagione seguente, Nannini si misurò in squadra con il tre volte campione del mondo Nelson Piquet; tra i due il confronto fu piuttosto equilibrato e, grazie a una macchina sempre abbastanza competitiva, Alessandro riuscì a togliersi ulteriori soddisfazioni, come i due terzi posti al Gran Premio di San Marino e di Spagna e il secondo al Gran Premio di Germania. Grinta e caparbietà del pilota senese vennero notate anche a Maranello, facendo entrare Nannini nella rosa dei papabili a guidare la Ferrari nel 1991; verso la fine dell'estate, gli venne offerto un contratto che, però, rifiutò, destando un certo scalpore presso addetti ai lavori e tifosi. Il fallimento del negoziato derivò probabilmente dal mancato accordo sia sulla durata contrattuale sia sulle garanzie tecniche richieste dal pilota. L'episodio segnò la rottura dei rapporti tra Nannini e Cesare Fiorio, direttore sportivo della Ferrari, con il pilota senese che decise di rimanere in Benetton anche per la stagione seguente.

### L'incidente in elicottero e la riabilitazione

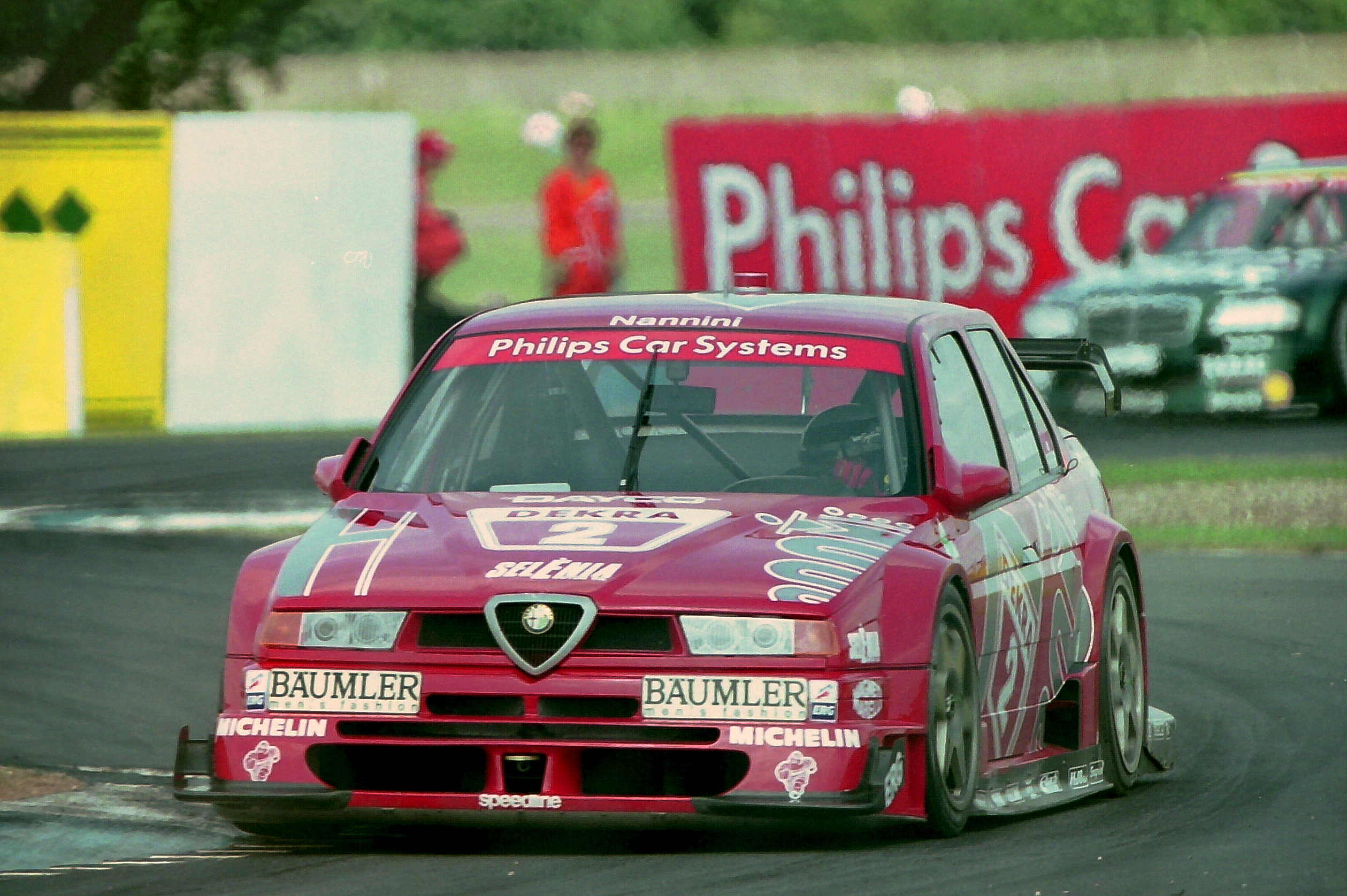
Nannini su Alfa Romeo 155 V6 TI a Donington nel 1994

La sua carriera fu interrotta per un grave incidente in elicottero avvenuto il 12 ottobre 1990: l'apparecchio di sua proprietà atterrò malamente sul suolo della sua tenuta. Nannini venne sbalzato fuori per l'impatto e una delle pale del rotore gli tranciò di netto l'avambraccio destro. Un'équipe di medici, diretta dal prof. Carlo Bufalini, riuscì a reimpiantare l'arto dopo un delicato intervento chirurgico, ma la riabilitazione fu lenta e faticosa, lasciando compromessa la funzionalità del braccio. 

### L'abbandono della formula 1 e le altre attività
A seguito dell'accaduto, Nannini abbandonò la Formula 1 tuttavia negli anni a venire svolse un paio di test nel settore in particolare nel 1992, completò una prova di 38 giri sul Circuito di Fiorano a bordo della Ferrari F92 A di Jean Alesi (dopo modifiche apportate al volante della monoposto), e sempre nello stesso anno intanto partecipò al Campionato Italiano Turismo, al volante dell'Alfa Romeo 155. Sempre con la Casa del Biscione, dal 1993 fu impegnato nel Deutsche Tourenwagen Meisterschaft alla guida della 155 V6 TI e vi restò fino al 1996, in cui corse nel Campionato mondiale ITC. Svolse poi un'ulteriore prova nel 1996, a bordo di una Benetton B196 sul Circuito di Estoril, a mano di Flavio Briatore

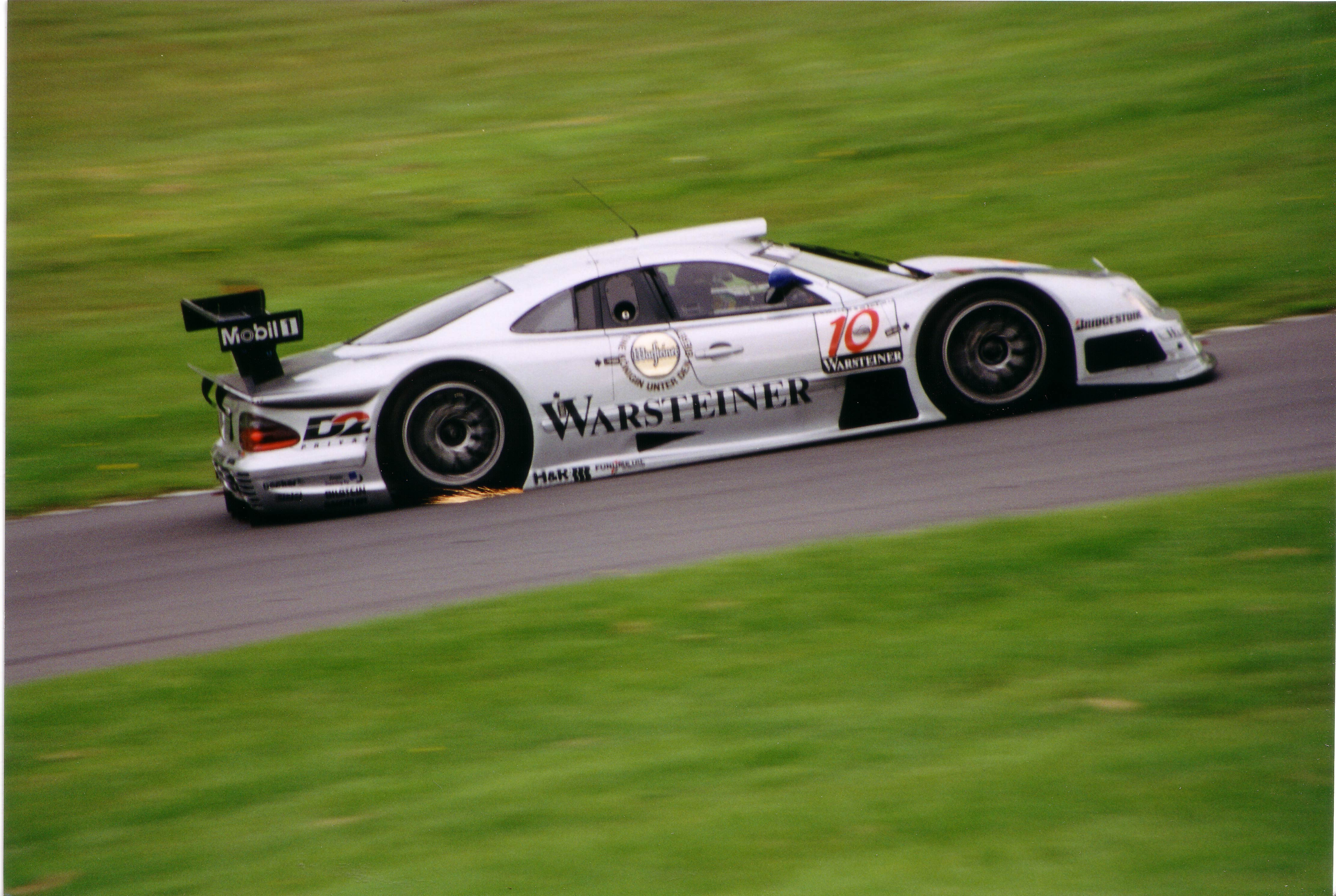
La Mercedes-Benz CLK GTR di Nannini a Donington nel 1997

Nel 1997 passò alla Mercedes-Benz, con cui disputò il Campionato FIA GT. Nel 2007 Nannini avrebbe dovuto partecipare al campionato Grand Prix Masters, riservato ad ex piloti di F1, ma il campionato fu annullato per ragioni economiche.
Il 22 marzo 2011 ha annunciato la sua candidatura alle elezioni amministrative come sindaco di Siena per la coalizione di centrodestra. Alle elezioni comunali del 15 e 16 maggio, ha ottenuto il 18,23% dei voti, venendo battuto dal candidato del centrosinistra Ceccuzzi (con il 54,71%), ma ottenendo comunque la carica di consigliere comunale.
L'anno seguente è tornato a guidare una monoposto di Formula 1 in occasione delle celebrazioni per i 50 anni del circuito di Suzuka, compiendo undici giri a bordo di una Larrousse. A poche settimane di distanza ha preso parte anche al Giro automobilistico d'Italia, guidando una Mitsubishi Evo 6 in coppia con Gianni Giudici.Infine lasciò le competizioni automobilistiche per occuparsi degli affari della sua famiglia che possiede a Siena l'impresa dolciaria omonima - ovvero la Dolci Nannini Siena - risanandola da crisi e perdite.

## Vittorie
In Formula 1
- 1989:  Giappone

Con vetture turismo
- 1992 4 - Mugello(2) Varano Monza - Alfa Romeo 155 GTA
- 1993 2 - Hockenheimring(2) - Alfa Romeo 155 V6 TI DTM
- 1994 4 - Zolder(2) Hockenheimring Nürburgring Donington - Alfa Romeo 155 V6 TI DTM
- 1995 0 - Alfa Romeo 155 V6 TI DTM
- 1996 7 - Estoril(2) Nürburgring(2) Magny-Cours(2) Interlagos - Alfa Romeo 155 V6 TI DTM

## Risultati

### Risultati completi in Formula 1
| 1986 | Scuderia | Vettura    |     |    |     |    |     |     |     |     |     |     |     |     |     |     |    |     |  | Punti | Pos. |
| ---- | -------- | ---------- | --- | -- | --- | -- | --- | --- | --- | --- | --- | --- | --- | --- | --- | --- | -- | --- |  | ----- | ---- |
| 1986 | Minardi  | M185B M186 | Rit | NP | Rit | NQ | Rit | Rit | Rit | Rit | Rit | Rit | Rit | Rit | Rit | Rit | 14 | Rit |  | 0     |      |

| 1987 | Scuderia | Vettura |     |     |     |     |     |     |     |     |    |     |    |    |     |     |     |     |  | Punti | Pos. |
| ---- | -------- | ------- | --- | --- | --- | --- | --- | --- | --- | --- | -- | --- | -- | -- | --- | --- | --- | --- |  | ----- | ---- |
| 1987 | Minardi  | M187    | Rit | Rit | Rit | Rit | Rit | Rit | Rit | Rit | 11 | Rit | 16 | 11 | Rit | Rit | Rit | Rit |  | 0     |      |

| 1988 | Scuderia | Vettura |     |   |     |   |     |     |   |   |    |     |    |   |     |   |   |     |  | Punti | Pos. |
| ---- | -------- | ------- | --- | - | --- | - | --- | --- | - | - | -- | --- | -- | - | --- | - | - | --- |  | ----- | ---- |
| 1988 | Benetton | B188    | Rit | 6 | Rit | 7 | Rit | Rit | 6 | 3 | 18 | Rit | SQ | 9 | Rit | 3 | 5 | Rit |  | 12    | 10º  |

| 1989 | Scuderia | Vettura   |   |   |   |   |     |    |     |   |     |     |   |     |   |     |   |   |  | Punti | Pos. |
| ---- | -------- | --------- | - | - | - | - | --- | -- | --- | - | --- | --- | - | --- | - | --- | - | - |  | ----- | ---- |
| 1989 | Benetton | B188 B189 | 6 | 3 | 8 | 4 | Rit | SQ | Rit | 3 | Rit | Rit | 5 | Rit | 4 | Rit | 1 | 2 |  | 32    | 6º   |

| 1990 | Scuderia | Vettura    |    |    |   |     |     |   |    |     |   |     |   |   |   |   |  |  |  | Punti | Pos. |
| ---- | -------- | ---------- | -- | -- | - | --- | --- | - | -- | --- | - | --- | - | - | - | - |  |  |  | ----- | ---- |
| 1990 | Benetton | B189B B190 | 11 | 10 | 3 | Rit | Rit | 4 | 16 | Rit | 2 | Rit | 4 | 8 | 6 | 3 |  |  |  | 21    | 8º   |

| Legenda | 1º posto     | 2º posto | 3º posto    | A punti         | Senza punti/Non class.  | Grassetto – Pole position Corsivo – Giro più veloce |
| Legenda | Squalificato | Ritirato | Non partito | Non qualificato | Solo prove/Terzo pilota | Grassetto – Pole position Corsivo – Giro più veloce |

### Risultati in Formula 2
| Stagione | Team    | 1     | 2       | 3      | 4       | 5       | 6       | 7       | 8       | 9       | 10     | 11      | 12      | 13    | Punti | Pos. |
| -------- | ------- | ----- | ------- | ------ | ------- | ------- | ------- | ------- | ------- | ------- | ------ | ------- | ------- | ----- | ----- | ---- |
| 1982     | Minardi | SIL 5 | HOC 9   | THR 12 | NÜR 8   | MUG 10  | VAL Rit | PAU NQ  | SPA Rit | HOC Rit | DON SQ | MAN Rit | PER Rit | MIS 2 | 8     | 10º  |
| 1983     | Minardi | SIL   | THR 9   | HOC 5  | NÜR 2   | VAL 7   | PAU Rit | JAR Rit | DON Rit | MIS Rit | PER 11 | ZOL Rit | MUG 4   |       | 11    | 7º   |
| 1984     | Minardi | SIL 9 | HOC Rit | THR 7  | VAL Rit | MUG Rit | PAU Rit | HOC 4   | MIS Rit | PER 3   | DON 10 | BRH 5   |         |       | 9     | 10º  |

### Risultati nel Campionato del mondo sportprototipi
| 1982 | Scuderia              | Vettura     | Italia (bandiera) | Regno Unito (bandiera) | Germania Ovest (bandiera) | Francia (bandiera)        | Belgio (bandiera)         | Italia (bandiera)   | Giappone (bandiera)       | Regno Unito (bandiera) |                     |                      |                      | Punti | Pos. |
| ---- | --------------------- | ----------- | ----------------- | ---------------------- | ------------------------- | ------------------------- | ------------------------- | ------------------- | ------------------------- | ---------------------- | ------------------- | -------------------- | -------------------- | ----- | ---- |
| 1982 | Martini Racing        | Lancia LC1  |                   |                        |                           |                           |                           | 2                   |                           |                        |                     |                      |                      | 16    | 18º  |
| 1983 | Scuderia              | Vettura     | Italia (bandiera) | Regno Unito (bandiera) | Germania Ovest (bandiera) | Francia (bandiera)        | Belgio (bandiera)         | Giappone (bandiera) | Sudafrica (bandiera)      |                        |                     |                      |                      | Punti | Pos. |
| 1983 | Martini Racing        | Lancia LC2  |                   |                        |                           | Rit                       |                           |                     | 2                         |                        |                     |                      |                      | 15    | 22º  |
| 1984 | Scuderia              | Vettura     | Italia (bandiera) | Regno Unito (bandiera) | Francia (bandiera)        | Germania Ovest (bandiera) | Regno Unito (bandiera)    | Canada (bandiera)   | Belgio (bandiera)         | Italia (bandiera)      | Giappone (bandiera) | Sudafrica (bandiera) | Australia (bandiera) | Punti | Pos. |
| 1984 | Martini Racing        | Lancia LC2  |                   |                        | 8                         | 3                         |                           |                     |                           | Rit                    |                     | 1                    |                      | 35    | 16º  |
| 1985 | Scuderia              | Vettura     | Italia (bandiera) | Italia (bandiera)      | Regno Unito (bandiera)    | Francia (bandiera)        | Germania Ovest (bandiera) | Canada (bandiera)   | Belgio (bandiera)         | Regno Unito (bandiera) | Giappone (bandiera) | Malaysia (bandiera)  |                      | Punti | Pos. |
| 1985 | Martini Racing        | Lancia LC2  | Rit               | 3                      | 3                         | 6                         | Rit                       |                     | 4                         | 4                      |                     |                      |                      | 50    | 8º   |
| 1986 | Scuderia              | Vettura     | Italia (bandiera) | Regno Unito (bandiera) | Francia (bandiera)        | Germania Ovest (bandiera) | Regno Unito (bandiera)    | Spagna (bandiera)   | Germania Ovest (bandiera) | Belgio (bandiera)      | Giappone (bandiera) |                      |                      | Punti | Pos. |
| 1986 | Joest Racing          | Lancia LC2  | 2                 | Rit                    |                           |                           |                           |                     |                           |                        |                     |                      |                      | 15    | 35º  |
| 1986 | Porsche Kremer Racing | Porsche 962 |                   |                        |                           |                           |                           |                     | Rit                       |                        | 4                   |                      |                      | 15    | 35º  |

### Risultati nella 24 Ore di Le Mans
| Anno | Classe | N° | Gomme | Vettura                               | Squadra        | Co-pilota                         | Giri | Pos. Assol. | Pos. di Classe |
| ---- | ------ | -- | ----- | ------------------------------------- | -------------- | --------------------------------- | ---- | ----------- | -------------- |
| 1983 | C      | 4  | D     | Lancia LC2 Ferrari 268C 2.6L Turbo V8 | Martini Racing | Michele Alboreto Teo Fabi         | 27   | DNF         | DNF            |
| 1983 | C      | 6  | D     | Lancia LC2 Ferrari 268C 2.6L Turbo V8 | Martini Racing | Paolo Barilla Jean-Claude Andruet | 135  | DNF         | DNF            |
| 1984 | C1     | 4  | D     | Lancia LC2 Ferrari 308C 3.0L Turbo V8 | Martini Racing | Bob Wollek                        | 326  | 8º          | 8º             |
| 1985 | C1     | 4  | M     | Lancia LC2 Ferrari 308C 3.0L Turbo V8 | Martini Racing | Bob Wollek Lucio Cesario          | 360  | 6º          | 6º             |

### Risultati ai 1000km del Nürburgring
| Anno    | Scuderia              | Costruttore | Vettura      | Numero | Categoria | Classe | Co-Pilota     | Giri | Risultato di classe | Risultato assoluto |
| ------- | --------------------- | ----------- | ------------ | ------ | --------- | ------ | ------------- | ---- | ------------------- | ------------------ |
| 1984    | Martini Racing        | Ferrari     | Lancia LC2   | 6      | Gruppo C1 | C1     | Paolo Barilla | 206  | 3º                  | 3º                 |
| 1986    | Porsche Kremer Racing | Porsche     | Porsche 962C | 10     | Gruppo C1 | C1     | James Weaver  | 21   | Rit                 | Rit                |
| Legenda |                       |             |              |        |           |        |               |      |                     |                    |

### Risultati nel DTM
(legenda) (Le gare in grassetto indicano la pole position) (Gare in corsivo indicano Gpv)
| Anno | Team       | Vettura                  | 1         | 2        | 3        | 4         | 5        | 6        | 7        | 8         | 9         | 10        | 11        | 12        | 13        | 14       | 15        | 16       | 17      | 18        | 19       | 20        | 21        | 22       | 23      | 24        | Pos. | Punti |
| ---- | ---------- | ------------------------ | --------- | -------- | -------- | --------- | -------- | -------- | -------- | --------- | --------- | --------- | --------- | --------- | --------- | -------- | --------- | -------- | ------- | --------- | -------- | --------- | --------- | -------- | ------- | --------- | ---- | ----- |
| 1993 | Alfa Corse | Alfa Romeo 155 V6 TI DTM | ZOL 1 Rit | ZOL 2 3  | HOC 1 13 | HOC 2 8   | NÜR 1 10 | NÜR 2 4  | WUN 1 2  | WUN 2 Rit | NÜR 1 4   | NÜR 2 4   | NOR 1 Rit | NOR 2 Rit | DON 1 Rit | DON 2 NP | DIE 1 Rit | DIE 2 18 | ALE 1 3 | ALE 2 Rit | AVU 1 5  | AVU 2 Rit | HOC 1     | HOC 2 1  |         |           | 8º   | 121   |
| 1994 | Alfa Corse | Alfa Romeo 155 V6 TI     | ZOL 1     | ZOL 2 1  | HOC 1 4  | HOC 2 1   | NÜR 1 7  | NÜR 2 7  | MUG 1 17 | MUG 2 Rit | NÜR 1     | NÜR 2 7   | NOR 1 Rit | NOR 2 7   | DON 1     | DON 2 SQ | DIE 1 5   | DIE 2 4  | NÜR 1 8 | NÜR 2 5   | AVU 1 19 | AVU 2 5   | ALE 1 Rit | ALE 2 12 | HOC 1 6 | HOC 2 Rit | 4º   | 149   |
| 1995 | Alfa Corse | Alfa Romeo 155 V6 TI     | HOC 1 18  | HOC 2 NP | ALE 1 3  | ALE 2 Rit | NOR 1 3  | NOR 2 9† | DIE 1 4  | DIE 2 Rit | NÜR 1 Rit | NÜR 2 Rit | ALE 1 11  | ALE 2 Rit | HOC 1 5   | HOC 2 12 |           |          |         |           |          |           |           |          |         |           | 11º  | 44    |

† - Ritirato, ma classificato perché ha completato il 90% della distanza di gara del vincitore.

## Curiosità
- Il suo incidente e il conseguente intervento chirurgico di reinnesto del braccio sono citati da Narancia Ghirga, uno dei personaggi del fumetto giapponese Le bizzarre avventure di JoJo nella quinta parte Vento Aureo.

- Nel 1994, durante la gara di Singen, sul circuito dell'Alemannenring, a bordo della sua Alfa Romeo 155 V6 TI, venne colpito dall'autovettura condotta da Roland Asch, mandando in fumo la sua possibilità di vincere il mondiale DTM di quell'anno. Dopo essere passato ai box per riparare l'autovettura, Nannini riprese la gara vendicandosi dell'incidente occorso pochi giri prima e andando a colpire volontariamente la vettura di Asch.